# Chi Rắn khiếm
Chi Rắn khiếm (danh pháp khoa học: Oligodon) là một chi rắn bản địa của khu vực Đông và Nam Á.

## Mô tả
Các loài rắn của chi Oligodon là những động vật bò sát ăn trứng và thường có chiều dài dưới 90 cm (35 inch). Các loài thể hiện các kiểu màu và sọc không giống nhau. sinh sống chủ yếu nhờ việc lùng sục trứng chim và bò sát. Ngoài trứng ra, chúng cũng ăn cả thằn lằn, ếch nhái và các loài động vật gặm nhấm nhỏ.
Các loài rắn của chi Oligodon có răng nọc ở phía sau. Chúng có một bộ các răng to nằm ở phía cuối miệng cũng như các tuyến nọc chức năng. Tuy vậy nhưng chúng lại không nguy hiểm cho con người. Các loài rắn này chủ yếu kiếm ăn ban đêm, và sống trên mặt đất trong các khu rừng trưởng thành.

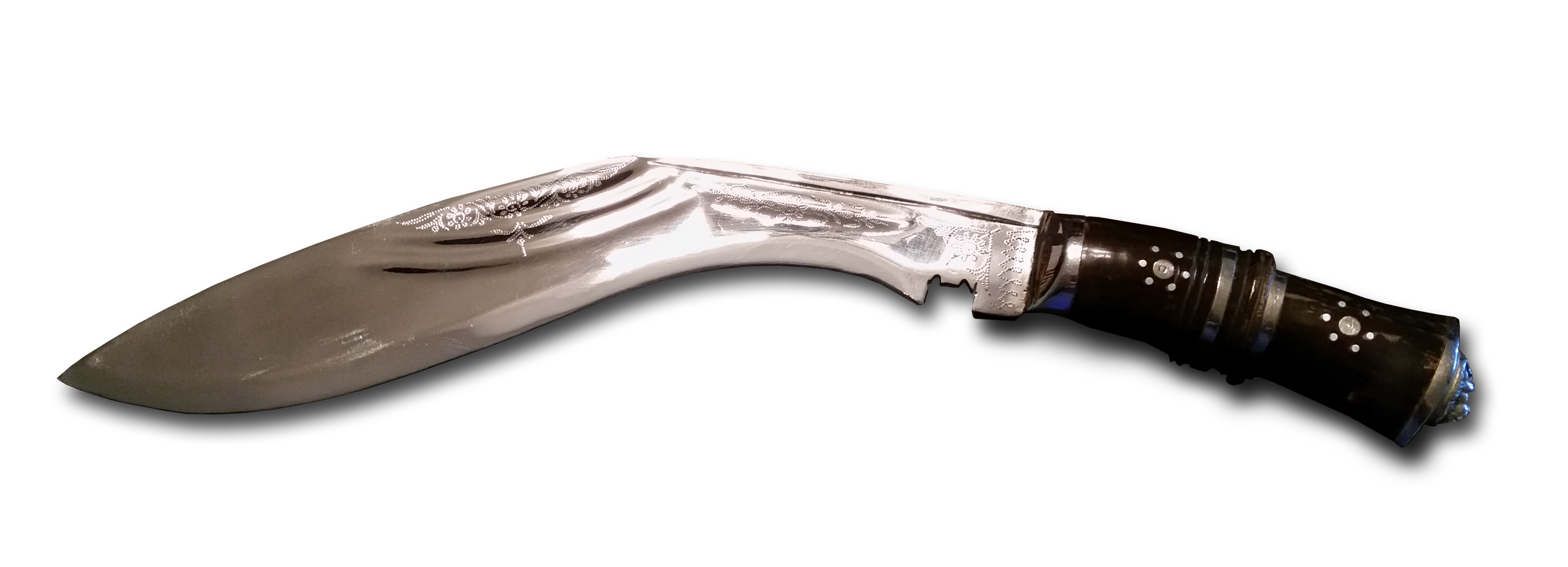
Dao Kukri

Tên gọi trong tiếng Anh của rắn khiếm là kukri snake, do các răng sau rộng, phẳng và cong của chúng trông rất giống như kukri, một loại dao có hình dáng đặc biệt của người Nepal. Những chiếc răng này là sự thích nghi đặc biệt của rắn khiếm với loại hình thức ăn chủ yếu của chúng (trứng).

## Các loài
- Oligodon affinis
- Oligodon albocinctus
- Oligodon ancorus
- Oligodon annamensis
- Oligodon annulifer
- Oligodon arnensis
- Oligodon barroni
- Oligodon bitorquatus
- Oligodon booliati
- Oligodon brevicauda
- Oligodon catenata
- Oligodon chinensis
- Oligodon cinereus
- Oligodon cruentatus
- Oligodon cyclurus
- Oligodon deuvei
- Oligodon dorsalis
- Oligodon eberhardti
- Oligodon erythrogaster
- Oligodon erythrorhachis
- Oligodon everetti
- Oligodon fasciolatus
- Oligodon forbesi
- Oligodon formosanus
- Oligodon hamptoni
- Oligodon inornatus
- Oligodon jintakunei
- Oligodon joynsoni
- Oligodon juglandifer
- Oligodon kampucheaensis[1][2]
- Oligodon kheriensis
- Oligodon lacroixi
- Oligodon lungshenensis
- Oligodon macrurus
- Oligodon maculatus
- Oligodon mcdougalli
- Oligodon melaneus
- Oligodon melanozonatus
- Oligodon meyerinkii
- Oligodon modestum
- Oligodon moricei
- Oligodon mouhoti
- Oligodon multizonatus
- Oligodon nagao
- Oligodon nikhili
- Oligodon ningshaanensis
- Oligodon ocellatus
- Oligodon octolineatus
- Oligodon ornatus
- Oligodon perkinsi
- Oligodon petronellae
- Oligodon planiceps
- Oligodon praefrontalis
- Oligodon pseudotaeniatus
- Oligodon pulcherrimus
- Oligodon purpurascens
- Oligodon rostralis[3]
- Oligodon saintgironsi
- Oligodon signatus
- Oligodon splendidus
- Oligodon sublineatus[4]
- Oligodon taeniatus
- Oligodon taeniolatus
- Oligodon templetoni
- Oligodon theobaldi
- Oligodon templetoni
- Oligodon theobaldi
- Oligodon torquatus
- Oligodon travancoricus
- Oligodon trilineatus
- Oligodon unicolor
- Oligodon venustus
- Oligodon vertebralis
- Oligodon waandersi
- Oligodon woodmasoni